# Parque nacional del delta de Evros
El parque nacional del delta de Evros es un parque nacional de Grecia que protege la desembocadura del río Evros (Tracia), uno de los hábitats más importantes de Europa. El agua y los sedimentos aportados por el río, junto con la acción del mar, han formado y continúan modelando, un complejo delta fluvial con una amplia variedad de hábitats, donde encuentran refugio gran número de especies, de plantas y animales. Fue establecido en 2007 a partir de un sitio Ramsar declarado en 1977. 
La superficie total es de 200.000 hectáreas, de las cuales 95.000 (80.000 de tierra y 15.000 de agua) están incluidas en la lista de áreas protegidas de la Convención de Ramsar (declarada en 1975) debido a que acoge numerosas especies de aves. También una parte del delta ha sido designada como Zona de Especial Protección y propuesto como lugar de importancia comunitaria en Red Natura 2000 (de acuerdo con las Directivas 79/409/CEE y 92/43/CEE respectivamente).

## Hábitat del parque
En el delta del Evros se pueden distinguir siete regiones con los principales hábitats, a cada uno de ellos le corresponde un tipo particular de vegetación, en función de la interacción de diversos factores, tales como el suelo, el microclima, la presencia de agua dulce o salada, etc. Se pueden distinguir los siguientes hábitats característicos:
- Vegetación ribereña
- Matorral con árboles
- Praderas húmedas con juncias
- Vegetación de aguas salobres
- Vegetación de las lagunas de agua dulce
- Vegetación halófila
- Vegetación de arena

## Vegetación
En Deltaiki se han detectado más de 300 especies de plantas. En las orillas del río y arroyos crecen árboles como sicomoros, sauces, álamos y alisos. Dentro de los canales se puede ver los lirios y las castañas de agua flotantes, prados lirios y orquídeas, mientras que las costas y los islotes arenosos se dan plantas con unos requisitos como gigante Elymos y lirio de mar. Lo más impresionante es sin embargo la vegetación que se encuentra en las orillas del delta, que en otoño toman un color rojo intenso, cubriendo las orillas de lagunas y marismas.

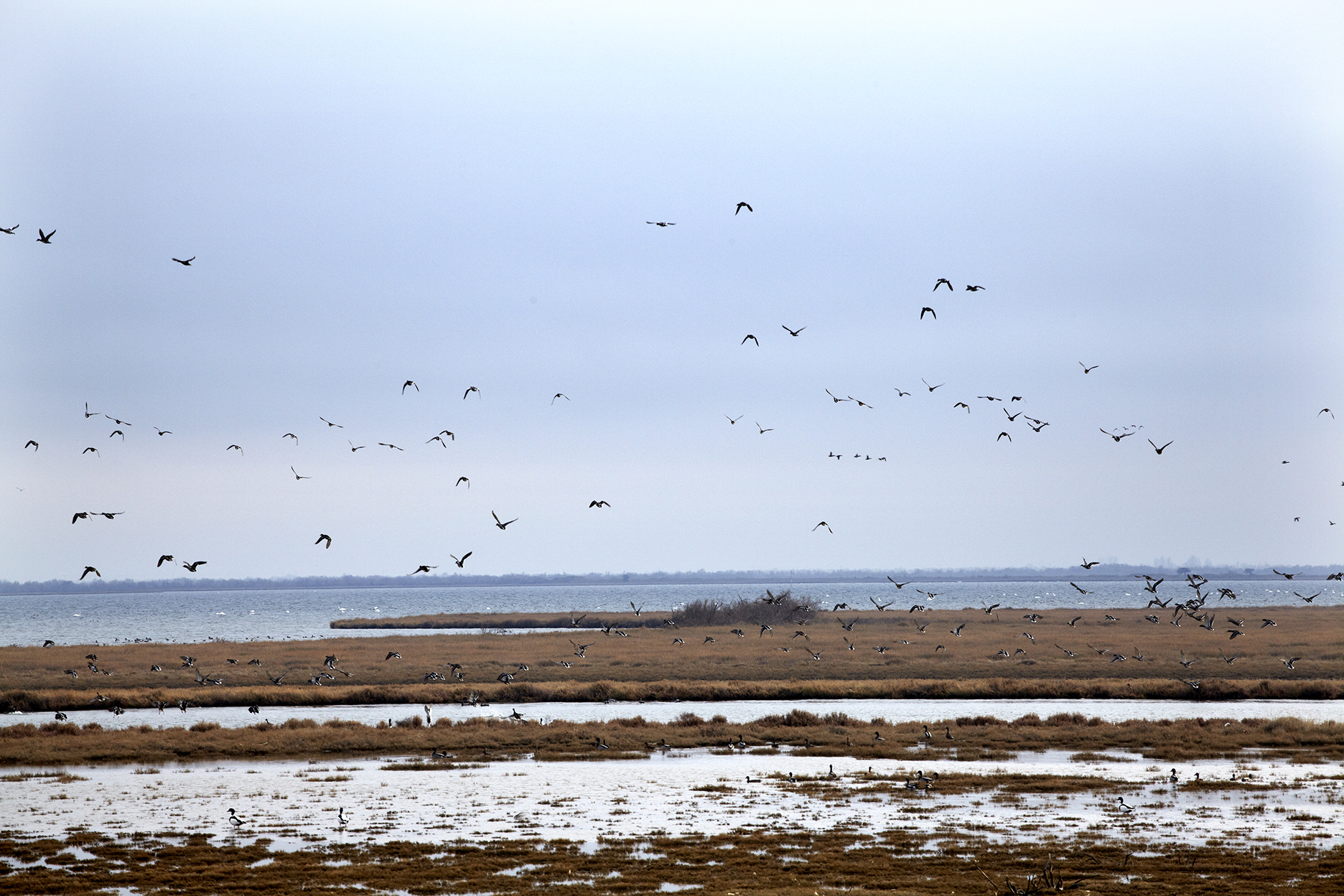

## Fauna
El humedal del Evros Delta es también famoso por sus innumerables especies de fauna que habitan allí. Cuarenta especies de mamíferos viven en el Delta. La mayoría de las especies comunes son el zorro, el tejón, la garduña, la comadreja, las lagogyros, gato montés, el jabalí, y la nutria. Respecto a los anfibios y reptiles que se encuentran en los humedales se han contabilizado 28 especies. Muy a menudo se ven tortugas acuáticas, serpientes, ranas y lagartijas. En las zonas acuáticas viven 46 especies de peces; en las zonas de agua dulce habitan peces como la carpa koi, el lucio y el pez gato, mientras que en las zonas de agua salada viven peces como la anguila, la dorada, la cabeza, la lubina y el lenguado.

## Aves
Hasta el momento se han registrado más de 320 especies de aves. La gran variedad es típica del Delta. La ubicación geográfica y las extensas zonas de hábitats naturales contribuyen significativamente al valor de las aves.

### Conservación durante el invierno
En invierno decenas de miles de aves acuáticas invernan. En esta temporada hay miles de patos, los tipos más comunes son del trullo, el ánade real, el Wigeon, gansos de frente blanca, o como, y más raras Rojo-y ganso silvestre y un rebaño de LWfG que es casi toda la población europea de reproducción natural de la especie. Además, el delta es el hábitat más importante de Grecia por tres especies europeas de los cisnes (Mute cisne, Cygnus , Nanokyknos ). Los depredadores observados son el águila manchada, el Imperial, el águila de cola blanca, el ratonero, el aguilucho lagunero, el aguilucho pálido.

### Inmigración
En la primavera del delta del Evros se albergan grandes poblaciones de aves que se movían desde África hasta el norte de Europa. Durante su viaje se detienen en el Delta para descansar seguras en los hábitats de los humedales y allí alimentarse de los alimentos ricos para continuar con la cría de las aves.
Esta temporada hay miles de limícolas, como trynges, Sandpiper, gaviotines, chorlitos, golondrinas y muchos paseriformes. Otras especies observadas durante la migración de primavera son la cigüeña, la cigüeña negro, el pelícano blanco y el pelícano, el porrón pardo, el Menor y la agachadiza.
Durante la migración de otoño se han observado varias especies de rapaces y paseriformes que emigran a los países cálidos por el Delta del Evros. Además, este año se pueden observar el gran número de especies como el pelícano blanco y la cigüeña.

### Reproducción
Solo unas pocas especies se han quedado para reproducirse en el delta del Evros, debido a la contracción de los hábitats en el humedal. Ya en los años 70, muchas especies importantes de aves han dejado de reproducirse, y, posteriormente, se observa sólo durante la migración o el verano. Sin embargo, hay algunas especies importantes que siguen criando en el delta , como cormorán , la garza real , la púrpura , el Kastanopapia , Barbara, el ánade real , el águila culebrera , el águila de cola blanca , el aguilucho lagunero , el ostrero , la cigüeñuela , las avocetas el Spur, el martín pescador , la abeja y la canastera Charrancito.

## Centro de Información del Delta del Evros
El Centro de información se encuentra en el Delta del Evros en Traianopolis y comenzó a funcionar en septiembre de 1997 , para promover la conservación de la naturaleza en la región, el surgimiento del ecoturismo, y para informar y sensibilizar a las autoridades y al público sobre los valores ecológicos del Delta Evros.
El Centro de Información abierto todos los días ( incluyendo fines de semana ) y el público se puede abordar en este sentido a la información sobre el Delta del Evros, visitas educativas de organización y planificación y excursiones en el Delta del Evros y para obtener materiales escritos del humedal. Visitar el humedal incluye viaje en autobús y barco.
En concreto, los visitantes pueden recorrer el espacio de exposición y visualización de la película para aprender acerca de las funciones y valores de los humedales y en particular del Delta del Evros. Después los turistas pueden subir a ver la Agencia de Gestión, o bien ver el humedal tanto en autobuses como en barcas. El tour incluye la observación de aves con prismáticos y telescopios, y la navegación.